# Патрик Агјеманг
Патрик Aгјеманг (енгл. Patrick Agyemang, Волтемстоу, 29. септембар 1980) је бивши професионални фудбалер који је играо на позицији нападача.
Aгјеманг је започео своју каријеру у Вимблдону где је играо за омладински тим клуба. Нашао се на позајмици Брентфорду у октобру 1999. на три месеца, пре него што се вратио у свој матични клуб. Aгјеманг је наставио да игра за Вимблдон наредне четири сезоне. Придружио се Гилингему у јануару 2004. године, где је провео наредних десет месеци. Потписао је за Престон Норт Енд у новембру 2004. за хонорар од 350.000 фунти. Провео је четири сезоне у Престону, пре него што се придружио Квинс Парк рејнџерсима 2008. Био је део КПР тима који је обезбедио промоцију у Премијер лиги током сезоне 2010—11.
Током сезоне 2011/12, Aгјеманг је позајмљен Чемпионшип клубу Милвол на месец дана. По други пут је био на позајмици у јануару 2012, када се придружио Стивениџу до краја сезоне. Aгјеманг је потписао за Стивениџ у августу 2012. У фебруару 2013. придружио се Портсмуту на још једној позајмици која је трајала до краја сезоне. За исти клуб је потписао уговор у мају 2013. године, а током двогодишњег периода био је на позајмици Дагенем & Редбриџу. Своју каријеру је окончао у лето 2015. године, а пре тога је накратко играо за Бафинс Милтон роверсе и Креј Вали Пејпр Милс, оба тима која нису при било којој од дивизија у енглеском фудбалу. 
Иако рођен у Енглеској, Aгјеманг је могао да игра за репрезентацију Гане на основу свог порекла. Он је одиграо два наступа за репрезентацију Гане и постигао један гол.

## Клупска каријера

### Вимблдон
Aгјеманг је напустио школу са 16 година када су му Вимблдон и Чарлтон Атлетик понудили академске стипендије. Одлучио је да потпише за Вимблдон јер су имали репутацију да својим играчима са академије дају прилике да играју за њихов први тим. Пре него што је дебитовао у првом тиму у Вимблдону, Aгјеманг је био позајмљен Брентфорду на тромесечну позајмицу током сезоне 1999—2000. Дебитовао је за Брентфорд у поразу на домаћем терену од Гилингема резултатом 2 : 1. Дана 19. октобра 1999. године, ушао је на утакмици као замена у 56. минуту. Aгјеманг је одиграо 12 наступа за клуб током тромесечног периода, од којих су три била у стартној постави. Иако није постигао гол током свог боравка у Брентфорду, Aгјеманг је изјавио да је стекао много самопоуздања на својим наступима. Вратио се на Вимблдон у јануару 2000.
Сезона 2000–01 послужила је као сезона за напредовање Агјеманга на Вимблдону, где је играо у стартној постави од прве утакмице у сезони, а она је завршена нерешеним резултатом 0 : 0 на домаћем терену против Транмер роверса. Aгјеманг је играо током целе сезоне и постигао је свој први професионални гол у ремију (2 : 2) у гостима против Викомб Вондерерса 17. фебруара 2001. Гол је послужио као почетак низа од пет голова у девет наступа Aгјеманга. Следеће сезоне, Aгјеманг је постигао четири гола у 35 утакмица а Вимблдон је завршио сезону на деветом месту Прве дивизије. Aгјеманг је постигао шест голова у 36 утакмица током сезоне 2002—03. Завршио је сезону 2003–04 као најбољи стрелац Вимблдона иако је био члан тима само у првој половини сезоне, постигавши седам голова у свим такмичењима.

### Гилингем
Због финансијских проблема у које је Вимблдон упао, Aгјеманг је 2. јануара 2004. продат клубу из Прве дивизије Гилингему за накнаду од 150.000 фунти. Aгјеманг је изјавио да „никада није желео да напусти Вимблдон", али је био свестан финансијских проблема са којима се клуб суочио. Менаџер Вимблдона Стјуарт Мардок открио је да му је речено да не може да игра са Агјемангом на одређеним утакмицама пред крај свог боравка у клубу у случају да повреда угрози договор између два клуба, а клубу су итекако била потребна средства од Агјемангове продаје”.
Aгјеманг је дебитовао за нови клуб у поразу на гостујућем терену од Дарби Каунтија 17. јануара 2004. године. Први погодак за клуб је постигао две недеље касније, што је уједно био и једини гол на утакмици у којој је Гилингем победио Бредфорд Сити са 1 : 0 на Пристфилду. Наставио је да постиже голове, постигао је још пет голова у каснијим фазама сезоне 2003–04, укључујући и погодак у првој утакмици у каријери против Волсала 12. априла 2004. године, као и победнички гол против свог бившег клуба, Вимблдона. Након што је постигао два гола за Гилингем у 14 наступа у првим месецима сезоне 2004–05, Aгјеманг је привукао интересовање Престон Норт Енда, тима из Чемпионшипа.

### Престон Норт Енд
Престон Норт Енд је 14. новембра 2004. објавио да су договорили накнаду са Гилингемом за Агјеманга, са вредношћу трансфера од око 350.000 фунти. Трансфер је званично завршен 16. новембра 2004. Дебитовао је у Престону у победи од 1 : 0 на гостујућем терену против Кардиф Ситија 19. новембра 2004, играјући прва 73 минута меча. Aгјеманг је постигао свој први гол за Престон у победи на домаћем терену над Редингом од 3 : 0 28. децембра 2004. Укупно је уписао 31 наступ у својој првој сезони за клуб из Ланкашира, постигавши четири гола, али је при крају сезоне његово место у стартној постави било замењено играчима попут Ричарда Кресвела и Дејвида Нуџента. Био је део тима током плеј-офа Чемпионшипа те сезоне где је улазио три пута као замена у другом полувремену утакмица, при чему је Престон изгубио место у Премијер лиги након пораза од Вест Хема са 1 : 0 у финалу. Aгјеманг је играо током 2005–06 сезоне, постигавши шест голова у 49 мечева, укључујући обе утакмице плеј-офа у којима је Престон Норт Енд изгубио укупним резултатом 3 : 1 од Лидс јунајтеда. Шест голова које је постигао током сезоне га је ставило на друго место стрелаца клуба у сезони.
Aгјеманг је већину својих утакмица у почетку његове каријере у Престону провео наступајући са клупе за резерве. Међутим, почетком 2006—2007 сезоне, постао је део стартне поставе тима. Тада је постигао гол маказицама у победи на домаћем терену 1 : 0 против Вест Брома 12. септембра 2006. Тај гол је касније описан као „један од најбољих голова виђених у Дипдејлу у последњих неколико деценија“ при чему је тренер Престона Пол Симпсон изјавио „само Патрик је имао храбрости да помисли да би то могло да се уради“. Постигао је седам голова у 33 наступа током сезоне међутим Престон Норт Енд је пропустио да обезбеди позицију за плеј-оф за само један поен. Aгјеманг је постигао четири гола у 22 наступа за Престон током следеће сезоне укључујући и дуел у победи на домаћем терену резултатом 5 : 1 против Саутемптона 2. октобра 2007.

### Квин Парк рејнџерс
Током јануарског прелазног рока 2008. Агјеманг је повезиван са трансфером у Лестер Сити и Квинс Парк рејнџерсе, а његов уговор са Престоном је истицао у лето 2008. На крају је 3. јануара 2008. потписао уговор за Квинс Парк рејнџерсима уз накнаду на четири и по године. Aгјеманг је дебитовао у КПР-у два дана након што је потписао за клуб, када је ушао као замена у другом полувремену у клупском поразу у ФА купу од Челсија 1 : 0. У следећем мечу постигао је свој први гол у поразу на гостујућем терену од Шефилд јунајтеда резултатом 2 : 1. Постигао је још седам голова у пет првенствених утакмица. За КПР је одиграо 18 наступа током друге половине сезоне 2007–08, постигавши девет голова. У следећој сезони Aгјеманг се борио за место у стартној постави где је одиграо дванаест наступа током сезоне и укупно 23 наступа, постигавши два гола.
Aгјеманг је 25. јануара 2010 потписао за Чемпионшип клуб Бристол Сити где је био на позајмици до краја сезоне 2009—10. Први пут је био члан стартне поставе у поразу од Кардиф Ситија са 6 : 0 дан после потписа уговора где је одиграо само седам наступа током четири месеца у клубу због повреде. Вратио се у састав тима у сезони 2010—11, постигавши свој први гол у ремију 2 : 2 на гостовању Дерби Каунтију.  Агјеманг је гол постигао у продужетку којим је помогао КПР-у да одржи низ утакмица без пораза на почетку сезоне. Прелом коленице је искључио Aгјеманга током већег дела сезоне. После опоравка је уписао 19 наступа у лиги, од којих је у свим улазио као резерва, а КПР је изборио пласман у Премијер лигу.
Након ангажовања нападача Ди Џеј Кембела и Џеја Ботројда уочи тимског повратка у највиши ранг енглеског фудбала, Aгјеманг је схватио да је његово место у стартној постави угрожено иако је 20. августа 2011. дебитовао у првој утакмици на гостујућем терену у тријумфу против Евертона на Гудисон Парку резултатом 1 : 0. Следеће недеље, 27. августа 2011, одиграо је цео меч када је КПР изгубио 2 : 0 у гостима од Виган Атлетика, што ће се испоставити да је биа Агјемангова последња утакмица за КПР у сезони Aгјеманг је стављен на позајмицу у октобру 2011. Дана 13. октобра 2011. Агјеманг се придружио Чемпионшип клубу Милвол на 28-дневној позајмици. Aгјеманг је дебитовао у Милволу два дана након потписивања, играјући првих 45 минута у ремију 1 : 1 у гостима против Мидлзброа. Наступио је још једном током своје позајмице, при крају меча као замена против Брајтон & Хоув албиона, и вратио се у КПР у новембру 2011. Aгјеманг је изостављен из КПР-овог тима до краја сезоне.

### Стивениџ
После четири месеца без наступа у стартној постави, Агјеманг се придружио клубу прве фудбалске лиге Енглеске Стивениџ 8. марта 2012, на основу уговора о позајмици до краја сезоне 2011–12. Овај потез је поново ујединио Агјеманга са Геријем Смитом, који га је претходно тренирао на Вимблдону. Дебитовао је у Стивениџу два дана након што се придружио клубу, играјући првих 61 минут у ремију 2 : 2 код куће против Честерфилда. Aгјеманг је постигао свој први гол за Стивениџ у гостујућој победи против Ајовил Тауна резултатом 6 : 0, после центаршута Џамала Ласелеса. Одиграо је укупно 15 наступа када је тим изгубио у полуфиналу плеј-офа од Шефилд јунајтеда. Агјеманга је КПР пустио као слободног играча по истеку његовог уговора у јуну 2012.
Aгјеманг је провео рану фазу предсезоне уочи тренинга сезоне 2012–13 са Стивенџом када је отишао на клупску предсезонску турнеју по Ирској. Отишао је на једнонедељно суђење са Витсом из Премијер фудбалске лиге у Јужној Африци у августу 2012. Ниједан трансфер није остварен, а 31. августа 2012. Патрик је потписао за Стивениџ на бесплатном трансферу.

### Портсмут
Након што је одиграо 16 утакмица за Стивениџ током прве половине сезоне, Aгјеманг је 8. фебруара 2013. приступио Портсмуту из Прве дивизије на једномесечној позајмици.  Први пут је наступио за Портсмут у поразу од Борнмута резултатом 2 : 0, 9. фебруара 2013, одигравши првих 65 минута меча. Aгјеманг је постигао свој први гол за клуб у шестој утакмици, 2. марта 2013, шутем у доњи угао гола у победи у гостима против Кру Александре резултатом 2 : 1. Такође је асистирао код другог гола Портсмута на мечу, а с том победом је тим прекинуо низ од 23 утакмице без победе. Уговор о позајмици Aгјеманга продужен је за још месец дана 8. марта 2013. Иако је Портсмут испао у Другу дивизију док је био на позајмици у клубу,  његови наступи су описани као „критичан разлог за значајно побољшање“ пошто је Портсмут завршио сезону у доброј форми. Наступио је 15 пута током позајмице, и изразио жељу да остане у Портсмуту за стално.
По завршетку сезоне, Агјеманг је потписао двогодишњи уговор са Портсмутом, придруживши се клубу 1. јула 2013, након што му је истекао уговор са Стивенџом. Током сезоне 2013–14, постигао је пет голова у 44 наступа док је Портсмут завршио сезону на 13. месту у Другој дивизији. Агјеманг није играо толико након одласка менаџера Гаја Витингема, одигравши десет наступа за Портсмут током прве половине следеће сезоне. Касније се придружио другом клубу из Друге дивизије Дагенем и Редбриџ на позајмици 24. новембра 2014. Наступио је четири пута током позајмице која је трајала до 3. јануара 2015. Aгјеманг је напустио Портсмут 24. марта 2015.

### Каснија каријера
Будући да је на почетку сезоне 2015/16 остао без клуба, па уз то још претрпео повреду колена и осетио да његово тело више није у форми неопходној за професионално играње фудбала, Агјеманг је одлучио да оконча каријеру. Вратио се фудбалу после двогодишње паузе, како би у новембру 2017. године играо за Бафинс Милтон роверсе из Премијер дивизије Весекс лиге. Током свог боравка у клубу одиграо је једну утакмицу — против Хорли Тауна — изгубивши резултатом 4 : 1. Дана 18. августа 2018. године Aгјеманг је у стартној постави наступио за Креј Вали Пејпр Милс, тим из Источне лиге Јужних округа. Играли су у гостима против Лордсвуда, победивши домаћине резултатом 5 : 3.

## Репрезентација
Aгјеманг је дебитовао за репрезентацију Гане против Нигерије 30. маја 2003,  на ЛГ купу 4 нације у Абуџи, где је Нигерија победила са 3 : 1. Постигао је једини гол за Гану на мечу, а погодак је уследио три минута након његовог дебија.
Био је именован у изабрани тим Гане од 40 играча уочи Афричког купа нација 2006. године, иако није ушао у финални тим. У фебруару 2006. године Aгјеманг је позван да игра за Гану на међународној пријатељској утакмици пред Светско првенство 2006. против Мексика, 1. марта 2006, која је одиграна у САД. Почео је меч, играјући 74 минута пре него што га је заменио Алекс Тачи-Менса. Упркос томе што је био алтернатива другим нападачима због своје висине и физичког присуства, Aгјеманг није ушао у тим Гане за светско првенство.

## Стил игре
Aгјеманг је био нападач током целе своје каријере. Описан као моћан нападач који поседује „одличан темпо“, Aгјеманг је изјавио да је имао тенденцију да игра близу последњег дефанзивца противничког тима јер је био уверен да ће његов темпо створити прилике за постизање голова. Изјавио је да су га противнички тренери погрешно означавали као главну мету у каснијим фазама његове каријере и осећао је да та улога није била у складу са његовим врлинама. — „Мрзео сам да шутирам лопту главом. Мој најбољи атрибут је био да спустим лопту и прођем поред играча." 

## Лични живот
Након што се повукао из фудбала, Aгјеманг је почео да ради као лични тренер.

## Статистика каријере

### Клуб
| Клуб                  | Сезона            | Лига                 | Лига  | Лига | ФА Куп | ФА Куп | Лига Куп | Лига Куп | Остало | Остало | Укупно | Укупно |
| Клуб                  | Сезона            | Лига                 | Наст. | Гол. | Наст.  | Гол.   | Наст.    | Гол.     | Наст.  | Гол.   | Наст.  | Гол.   |
| --------------------- | ----------------- | -------------------- | ----- | ---- | ------ | ------ | -------- | -------- | ------ | ------ | ------ | ------ |
| Вимблдон              | 1998/99           | Премијер лига        | 0     | 0    | 0      | 0      | 0        | 0        | —      | —      | 0      | 0      |
| Вимблдон              | 1999/00.          | Премијер лига        | 0     | 0    | 0      | 0      | 0        | 0        | —      | —      | 0      | 0      |
| Вимблдон              | 2000/01.          | Прва дивизија        | 29    | 4    | 6      | 1      | 2        | 0        | —      | —      | 37     | 5      |
| Вимблдон              | 2001/02.          | Прва дивизија        | 33    | 4    | 2      | 0      | 1        | 0        | —      | —      | 36     | 4      |
| Вимблдон              | 2002/03.          | Прва дивизија        | 33    | 5    | 2      | 0      | 1        | 1        | —      | —      | 36     | 6      |
| Вимблдон              | 2003/04.          | Прва дивизија        | 26    | 7    | 1      | 0      | 1        | 0        | —      | —      | 28     | 7      |
| Вимблдон              | Укупно            | Укупно               | 121   | 20   | 11     | 1      | 5        | 1        | —      | —      | 137    | 22     |
| →Брентфорд            | 1999/00.          | Друга дивизија       | 12    | 0    | 1      | 0      | —        | —        | 0      | 0      | 13     | 0      |
| Гилингем              | 2003/04.          | Прва дивизија        | 20    | 6    | —      | —      | —        | —        | —      | —      | 20     | 6      |
| Гилингем              | 2004/05.          | Чемпионшип           | 13    | 2    | —      | —      | 1        | 0        | —      | —      | 14     | 2      |
| Гилингем              | Укупно            | Укупно               | 33    | 8    | —      | —      | 1        | 0        | —      | —      | 34     | 8      |
| Престон Норт Енд      | 2004/05           | Чемпионшип           | 27    | 4    | 1      | 0      | —        | —        | 3      | 0      | 31     | 4      |
| Престон Норт Енд      | 2005/06.          | Чемпионшип           | 42    | 6    | 4      | 0      | 1        | 0        | 2      | 0      | 49     | 6      |
| Престон Норт Енд      | 2006/07.          | Чемпионшип           | 31    | 7    | 1      | 0      | 1        | 0        | —      | —      | 33     | 7      |
| Престон Норт Енд      | 2007/08.          | Чемпионшип           | 22    | 4    | —      | —      | 0        | 0        | —      | —      | 22     | 4      |
| Престон Норт Енд      | Укупно            | Укупно               | 122   | 21   | 6      | 0      | 2        | 0        | 5      | 0      | 135    | 21     |
| Квинс Парк рејнџерси  | 2007/08.          | Чемпионшип           | 17    | 8    | 1      | 0      | —        | —        | —      | —      | 18     | 8      |
| Квинс Парк рејнџерси  | 2008/09.          | Чемпионшип           | 20    | 2    | 1      | 0      | 2        | 0        | —      | —      | 23     | 2      |
| Квинс Парк рејнџерси  | 2009/10.          | Чемпионшип           | 17    | 3    | 2      | 0      | 2        | 0        | —      | —      | 21     | 3      |
| Квинс Парк рејнџерси  | 2010/11.          | Чемпионшип           | 19    | 2    | 0      | 0      | 0        | 0        | —      | —      | 19     | 2      |
| Квинс Парк рејнџерси  | 2011/12.          | Премијер лига        | 2     | 0    | 0      | 0      | 0        | 0        | —      | —      | 2      | 0      |
| Квинс Парк рејнџерси  | Укупно            | Укупно               | 75    | 15   | 4      | 0      | 4        | 0        | —      | —      | 83     | 15     |
| →Бристол Сити         | 2009/10.          | Чемпионшип           | 7     | 0    | —      | —      | —        | —        | —      | —      | 7      | 0      |
| →Милвол               | 2011/12.          | Чемпионшип           | 2     | 0    | —      | —      | —        | —        | —      | —      | 2      | 0      |
| →Стивениџ             | 2011/12.          | Прва фудбалска лига  | 13    | 1    | —      | —      | —        | —        | 2      | 0      | 15     | 1      |
| Стивениџ              | 2012/13.          | Прва фудбалска лига  | 14    | 0    | 1      | 0      | —        | —        | 1      | 0      | 16     | 0      |
| Стивениџ              | Укупно            | Укупно               | 27    | 1    | 1      | 0      | 0        | 0        | 3      | 0      | 31     | 1      |
| →Портсмут             | 2012/13.          | Прва фудбалска лига  | 15    | 3    | —      | —      | —        | —        | —      | —      | 15     | 3      |
| Портсмут              | 2013/14.          | Друга фудбалска лига | 41    | 4    | 1      | 0      | 1        | 0        | 1      | 1      | 44     | 5      |
| Портсмут              | 2014/15.          | Друга фудбалска лига | 8     | 0    | 1      | 0      | 0        | 0        | 1      | 0      | 10     | 0      |
| Портсмут              | Укупно            | Укупно               | 64    | 7    | 2      | 0      | 1        | 0        | 2      | 1      | 69     | 8      |
| →Дагенем и Редбриџ    | 2014/15.          | Друга фудбалска лига | 4     | 0    | —      | —      | —        | —        | —      | —      | 4      | 0      |
| Бафинс Милтон роверси | 2017/18.          | Весекс Премијер Лига | 0     | 0    | —      | —      | —        | —        | 1      | 0      | 1      | 0      |
| Креј Вали Пејпр Милс  | 2018/19.          | Кент Лига            | 1     | 0    | —      | —      | —        | —        | —      | —      | 1      | 0      |
| Укупно у каријери     | Укупно у каријери | Укупно у каријери    | 468   | 72   | 25     | 1      | 13       | 1        | 11     | 1      | 517    | 75     |

1. 1 2  Наступи у плеј-офу Чемпионшипа
2. ↑  Наступи у плеј-офу Прве лиге Енглеске
3. 1 2 3  Наступи у такмичењу за ЕФЛ трофеј

### Репрезентација
Извор:
| Репрезентација | Година | Наст. | Гол. |
| -------------- | ------ | ----- | ---- |
| Гана           | 2003   | 1     | 1    |
| Гана           | 2006   | 1     | 0    |
| Укупно         | Укупно | 2     | 1    |

#### Голови за репрезентацију
Голови за репрезентацију, по датумима, са приказом стадиона, противника, резултата и такмичења.
| Број | Датум         | Стадион                           | Противник | Гол за | Коначан резултат | Такмичење            |
| ---- | ------------- | --------------------------------- | --------- | ------ | ---------------- | -------------------- |
| 1    | 30. мај 2003. | Национални стадион у Абуџи, Абуџа | Нигерија  | 1:0    | 1:3              | Пријатељска утакмица |